# Campeonato Sul-Americano de Atletismo Júnior de 1972
O Campeonato Sul-Americano de Atletismo Júnior de 1972 foi a 9ª edição da competição de atletismo organizada pela CONSUDATLE para atletas com menos de vinte anos, classificados como júnior ou sub-20. O evento foi realizado em Assunção, no Paraguai, entre 21 e 25 de outubro de 1972. Contou com cerca de 194 atletas de oito nacionalidades.

## Medalhistas
Esses foram os resultados do campeonato.

### Masculino
| Evento                      | Ouro                          | Ouro   | Prata                   | Prata  | Bronze                  | Bronze |
| --------------------------- | ----------------------------- | ------ | ----------------------- | ------ | ----------------------- | ------ |
| 100 metros                  | Welbe Barreto (BRA)           | 10.9   | Ángel Guerrero (PAR)    | 11.1   | Jorge Lobera (ARG)      | 11.1   |
| 200 metros                  | Delmo da Silva (BRA)          | 22.4   | Welbe Barreto (BRA)     | 22.5   | Diego Valencia (COL)    | 22.5   |
| 400 metros                  | Pedro Teixeira (BRA)          | 49.8   | Francisco Bozzo (CHI)   | 50.6   | Francisco Rojas (PAR)   | 50.9   |
| 800 metros                  | Ángel Holman (ARG)            | 1:58.6 | Ary Pinto (BRA)         | 1:59.3 | André Pereira (BRA)     | 2:00.2 |
| 1 500 metros                | Antonio Tello (ARG)           | 4:04.1 | Jairo Correa (COL)      | 4:05.1 | André Pereira (BRA)     | 4:05.7 |
| 3 000 metros                | Jairo Correa (COL)            | 8:58.6 | Luis Tipán (ECU)        | 9:05.2 | Carlos Soria (ECU)      | 9:08.7 |
| 1 500 metros com obstáculos | Germán Aranda (COL)           | 4:31.6 | Roberto Assumpção (BRA) | 4:34.9 | Antonio Tello (ARG)     | 4:35.1 |
| 110 metros barreiras        | Nicolás Rodillo (CHI)         | 16.3   | Eduardo Sosa (ARG)      | 16.5   | Rodolfo Iturraspe (ARG) | 16.6   |
| 400 metros barreiras        | Francisco Rojas (PAR)         | 53.9   | Roberto Comisso (ARG)   | 57.5   | Rodolfo Iturraspe (ARG) | 58.6   |
| 4×100 metros estafetas      | Colômbia                      | 43.3   | Paraguai                | 43.4   | Equador                 | 43.9   |
| 4×400 metros estafetas      | Brasil                        | 3:26.3 | Colômbia                | 3:28.6 | Argentina               | 3:31.3 |
| Salto em altura             | Milton Reis (BRA)             | 1.90   | José Machado (BRA)      | 1.85   | Daniel Abugattás (PER)  | 1.80   |
| Salto com vara              | Ernesto Koike (BRA)           | 4.00   | Juan Rossetti (ARG)     | 3.70   | Raúl Lyon (CHI)         | 3.70   |
| Salto em comprimento        | Héctor Elizón (ARG)           | 6.90   | Geraldo Rodrigues (BRA) | 6.84   | César Vega (PAR)        | 6.50   |
| Salto triplo                | João Carlos de Oliveira (BRA) | 14.67  | Rodney Gomes (BRA)      | 14.07  | Carlos Arrastía (ARG)   | 13.98  |
| Arremesso de peso           | Joaquim Pérez (CHI)           | 14.29  | Humberto Vianna (BRA)   | 14.13  | Carlos Castro (BRA)     | 13.33  |
| Lançamento de disco         | Edval Petrechen (BRA)         | 42.62  | Oscar Attes (ARG)       | 38.62  | Eduardo Galvão (BRA)    | 36.46  |
| Lançamento do martelo       | Francisco Pedro (ARG)         | 53.20  | José Rangel (COL)       | 48.28  | Jorge Maldonado (COL)   | 46.72  |
| Lançamento do dardo         | Dante Bertorello (ARG)        | 55.64  | Humberto Vianna (BRA)   | 53.24  | Adolfo Leyva (CHI)      | 53.20  |
| Pentatlo*                   | Geraldo Rodrigues (BRA)       | 3653   | Pablo Pérez (COL)       | 3518   | Luis Betancourt (COL)   | 3460   |

* Outra fonte cita Hexatlo. 

### Feminino
| Evento                   | Ouro                      | Ouro   | Prata                    | Prata  | Bronze                 | Bronze |
| ------------------------ | ------------------------- | ------ | ------------------------ | ------ | ---------------------- | ------ |
| 100 metros               | Leslie Cooper (CHI)       | 12.5   | Carmela Bolívar (PER)    | 12.7   | Ivete Barbosa (BRA)    | 13.0   |
| 200 metros               | Carmela Bolívar (PER)     | 25.5   | Hilda Javier (URU)       | 25.8   | Ivete Barbosa (BRA)    | 26.2   |
| 400 metros               | Carla Ramos (CHI)         | 59.4   | Hilda Javier (URU)       | 59.5   | Magaly Zumaeta (PER)   | 59.6   |
| 800 metros               | Rosângela Verissimo (BRA) | 2:21.0 | Magaly Zumaeta (PER)     | 2:23.5 | Carla Ramos (CHI)      | 2:23.6 |
| 100 metros com barreiras | Edith Noeding (PER)       | 15.0   | Elisa Barros (BRA)       | 16.0   | Hildegard Krause (BRA) | 16.0   |
| 4×100 metros estafetas   | Peru                      | 49.4   | Brasil                   | 49.4   | Argentina              | 49.9   |
| 4×400 metros estafetas   | Brasil                    | 4:08.0 | Chile                    | 4:11.5 | Argentina              | 4:19.7 |
| Salto em altura          | Catalina Recordón (CHI)   | 1.60   | Cecilia Rossi (CHI)      | 1.50   | Mónica Rodríguez (ARG) | 1.45   |
| Salto em comprimento     | Conceição Geremias (BRA)  | 5.86   | Edith Noeding (PER)      | 5.63   | Ana Desevici (URU)     | 5.42   |
| Arremesso de peso        | Verônica Brunner (BRA)    | 12.28  | Eucaris Echevarría (COL) | 11.37  | Soledad Jiménez (PER)  | 10.84  |
| Lançamento de disco      | Verônica Brunner (BRA)    | 36.28  | Eucaris Echevarría (COL) | 33.70  | Gladys Sánchez (ARG)   | 32.20  |
| Lançamento do dardo      | María Rojas (CHI)         | 35.14  | Asunción Figueroa (CHI)  | 34.20  | Susana Sánchez (ARG)   | 34.18  |
| Pentatlo                 | Edith Noeding (PER)       | 3432   | Mirtha Fleitas (URU)     | 2957   | Hildegard Krause (BRA) | 2947   |

## Quadro de medalhas (não oficial)
| Ordem | País      | Medalha de ouro | Medalha de prata | Medalha de bronze | Total |
| ----- | --------- | --------------- | ---------------- | ----------------- | ----- |
| 1     | Brasil    | 14              | 10               | 8                 | 32    |
| 2     | Chile     | 6               | 4                | 3                 | 13    |
| 3     | Argentina | 5               | 4                | 11                | 20    |
| 4     | Peru      | 4               | 3                | 3                 | 10    |
| 5     | Colômbia  | 3               | 6                | 3                 | 12    |
| 6     | Paraguai  | 1               | 2                | 2                 | 5     |
| 7     | Uruguai   | 0               | 3                | 1                 | 4     |
| 8     | Equador   | 0               | 1                | 2                 | 3     |